# Beaulieu (Ardèche)
Pour les articles homonymes, voir Beaulieu.
Beaulieu est une commune française située dans le département de l'Ardèche en région Auvergne-Rhône-Alpes.
Ses habitants sont appelés les Belliloquois et Belliloquoises ou Beaulieusais et Beaulieusaises.

## Géographie

### Situation et description

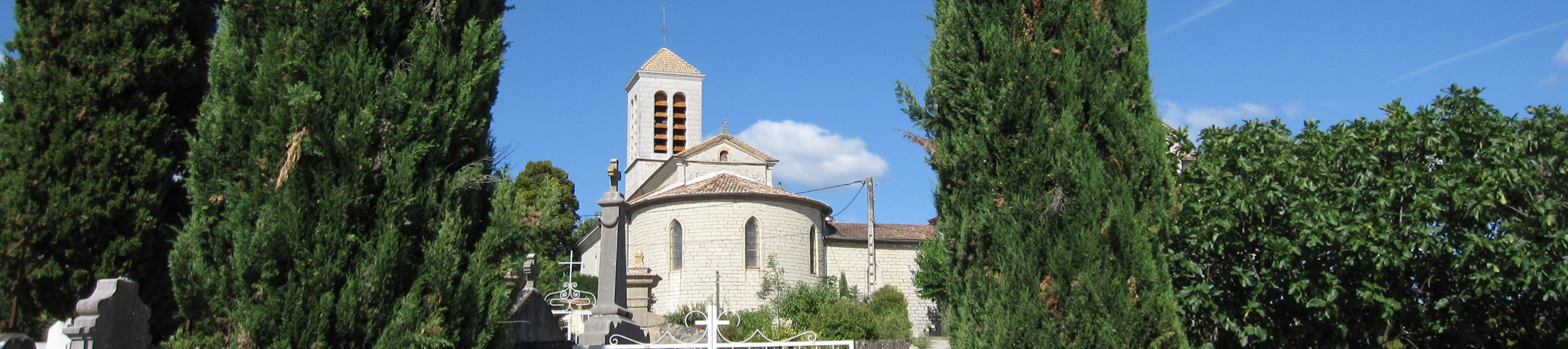
Vue panoramique de Beaulieu-en-Ardeche

Beaulieu est une petite commune à l'aspect essentiellement rural rattachée à la communauté de communes Pays des Vans en Cévennes, situé dans le sud-ouest du département de l'Ardèche.

### Communes limitrophes
Beaulieu est limitrophe de six communes, toutes situées dans le département de l'Ardèche et réparties géographiquement de la manière suivante :
Les communes limitrophes sont Berrias-et-Casteljau, Bessas, Chandolas, Grospierres, Saint-André-de-Cruzières et Saint-Sauveur-de-Cruzières.

### Climat
Pour des articles plus généraux, voir Climat d'Auvergne-Rhône-Alpes et Climat de l'Ardèche.
En 2010, le climat de la commune est de type climat méditerranéen franc, selon une étude du CNRS s'appuyant sur une série de données couvrant la période 1971-2000. En 2020, Météo-France publie une typologie des climats de la France métropolitaine dans laquelle la commune est exposée à un climat de montagne ou de marges de montagne et est dans la région climatique Provence, Languedoc-Roussillon, caractérisée par une pluviométrie faible en été, un très bon ensoleillement (2 600 h/an), un été chaud (21,5 °C), un air très sec en été, sec en toutes saisons, des vents forts (fréquence de 40 à 50 % de vents > 5 m/s) et peu de brouillards.
Pour la période 1971-2000, la température annuelle moyenne est de 13,3 °C, avec une amplitude thermique annuelle de 17,6 °C. Le cumul annuel moyen de précipitations est de 1 023 mm, avec 7,1 jours de précipitations en janvier et 3,8 jours en juillet. Pour la période 1991-2020, la température moyenne annuelle observée sur la station météorologique de Météo-France la plus proche, sur la commune de Grospierres à 6 km à vol d'oiseau, est de 13,9 °C et le cumul annuel moyen de précipitations est de 1 094,7 mm,. Pour l'avenir, les paramètres climatiques de la commune estimés pour 2050 selon différents scénarios d'émission de gaz à effet de serre sont consultables sur un site dédié publié par Météo-France en novembre 2022.

### Hydrographie
La partie septentrionale de la commune est bordée par le Chassezac.

### Voies de communication et transports
Beaulieu était autrefois desservi par la voie ferrée PLM puis SNCF de la ligne Le-Teil Alès (Vogüé-Robiac-Rochessadoule).
L'ancienne gare PLM, toujours visible, a été défigurée par des travaux d'agrandissement réalisés par la municipalité sans aucune considération pour son architecture ferroviaire typiquement PLM. Elle est actuellement transformée en café-restaurant.

### Lieux-dits, hameaux et écarts

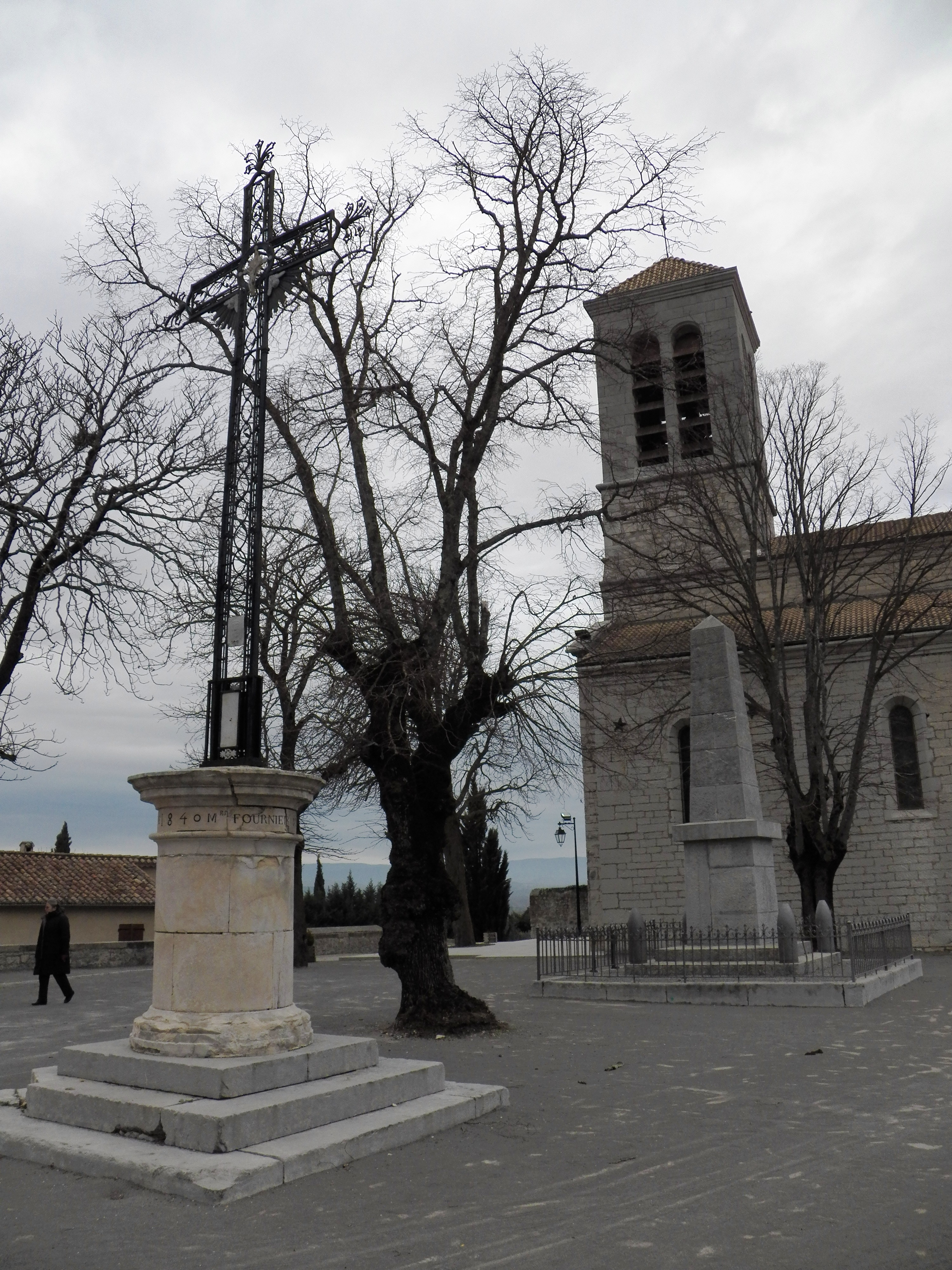
Place de l'église.
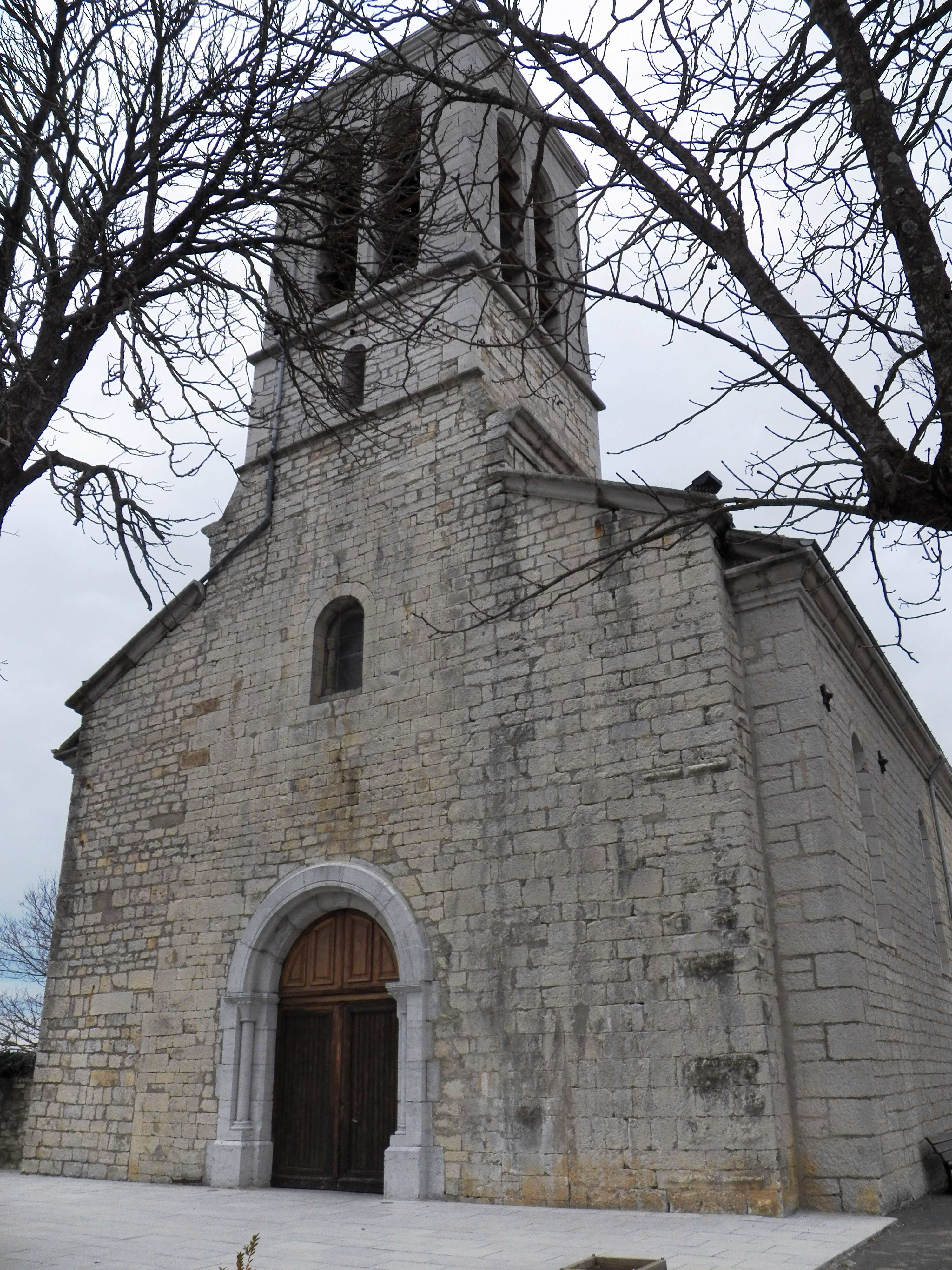
Église.
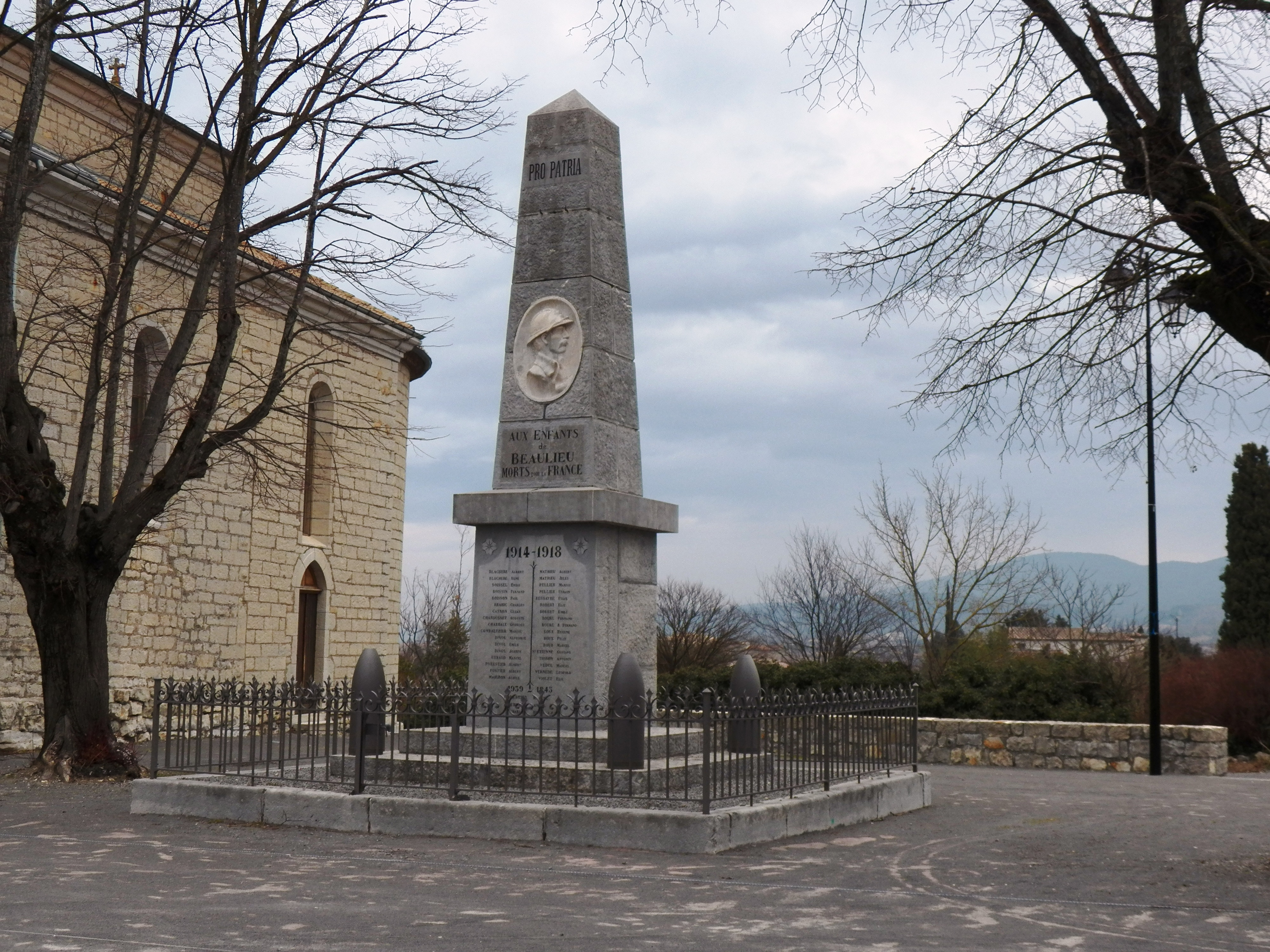
Monument aux morts de Beaulieu.
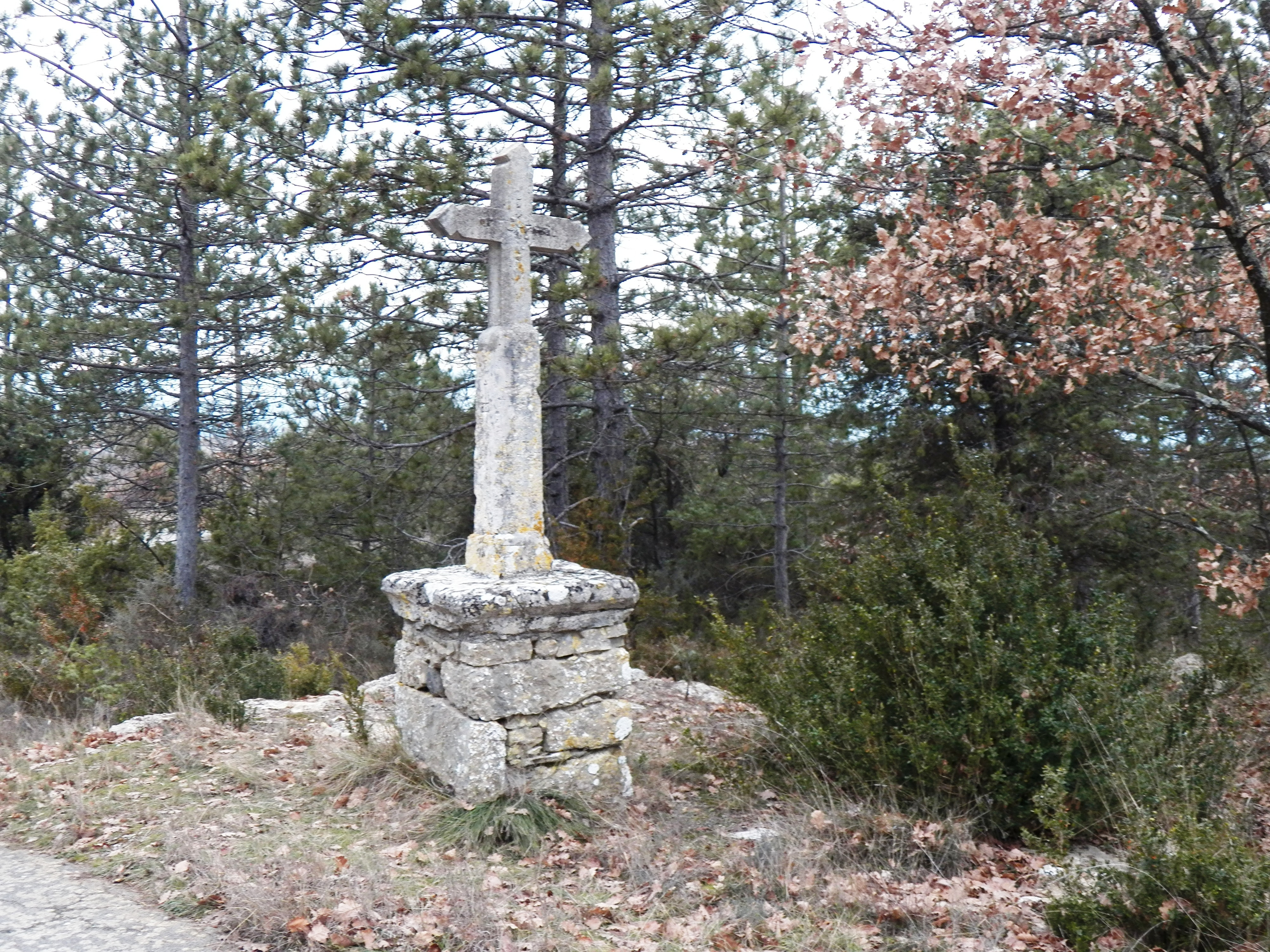
Croix de chemin.
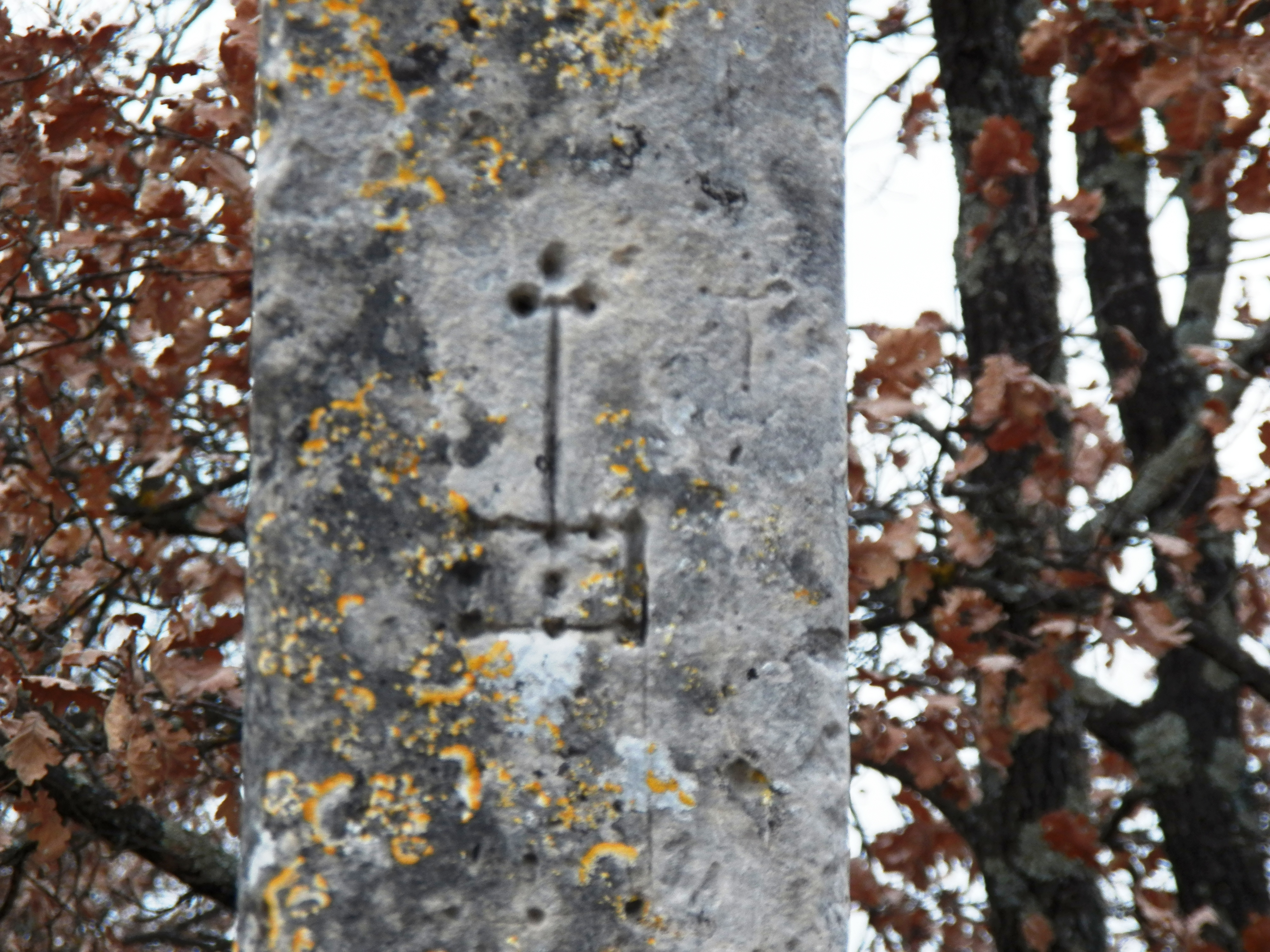
Petite gravure sur une croix de Chemin à Beaulieu.
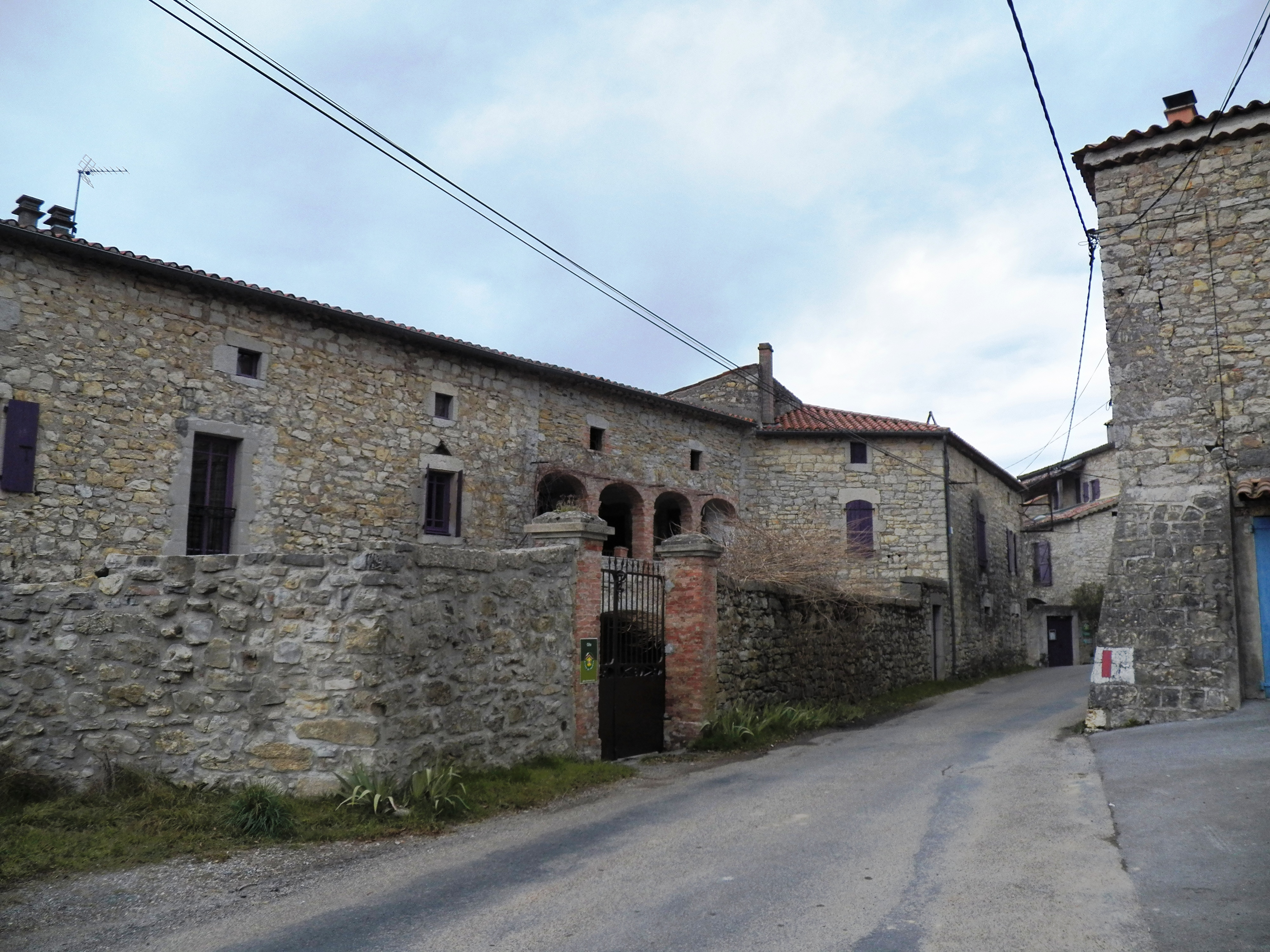
Sur la commune de Beaulieu 07 - au lieu-dit Pléoux.

## Urbanisme

### Typologie
Au 1er janvier 2024, Beaulieu est catégorisée commune rurale à habitat dispersé, selon la nouvelle grille communale de densité à 7 niveaux définie par l'Insee en 2022.
Elle est située hors unité urbaine et hors attraction des villes,.

### Occupation des sols
L'occupation des sols de la commune, telle qu'elle ressort de la base de données européenne d’occupation biophysique des sols Corine Land Cover (CLC), est marquée par l'importance des forêts et milieux semi-naturels (58,2 % en 2018), une proportion sensiblement équivalente à celle de 1990 (58,6 %). La répartition détaillée en 2018 est la suivante : 
forêts (34 %), cultures permanentes (26,1 %), milieux à végétation arbustive et/ou herbacée (24,2 %), zones agricoles hétérogènes (7,5 %), terres arables (7 %), zones urbanisées (1,3 %).
L'évolution de l’occupation des sols de la commune et de ses infrastructures peut être observée sur les différentes représentations cartographiques du territoire : la carte de Cassini (XVIIIe siècle), la carte d'état-major (1820-1866) et les cartes ou photos aériennes de l'IGN pour la période actuelle (1950 à aujourd'hui).

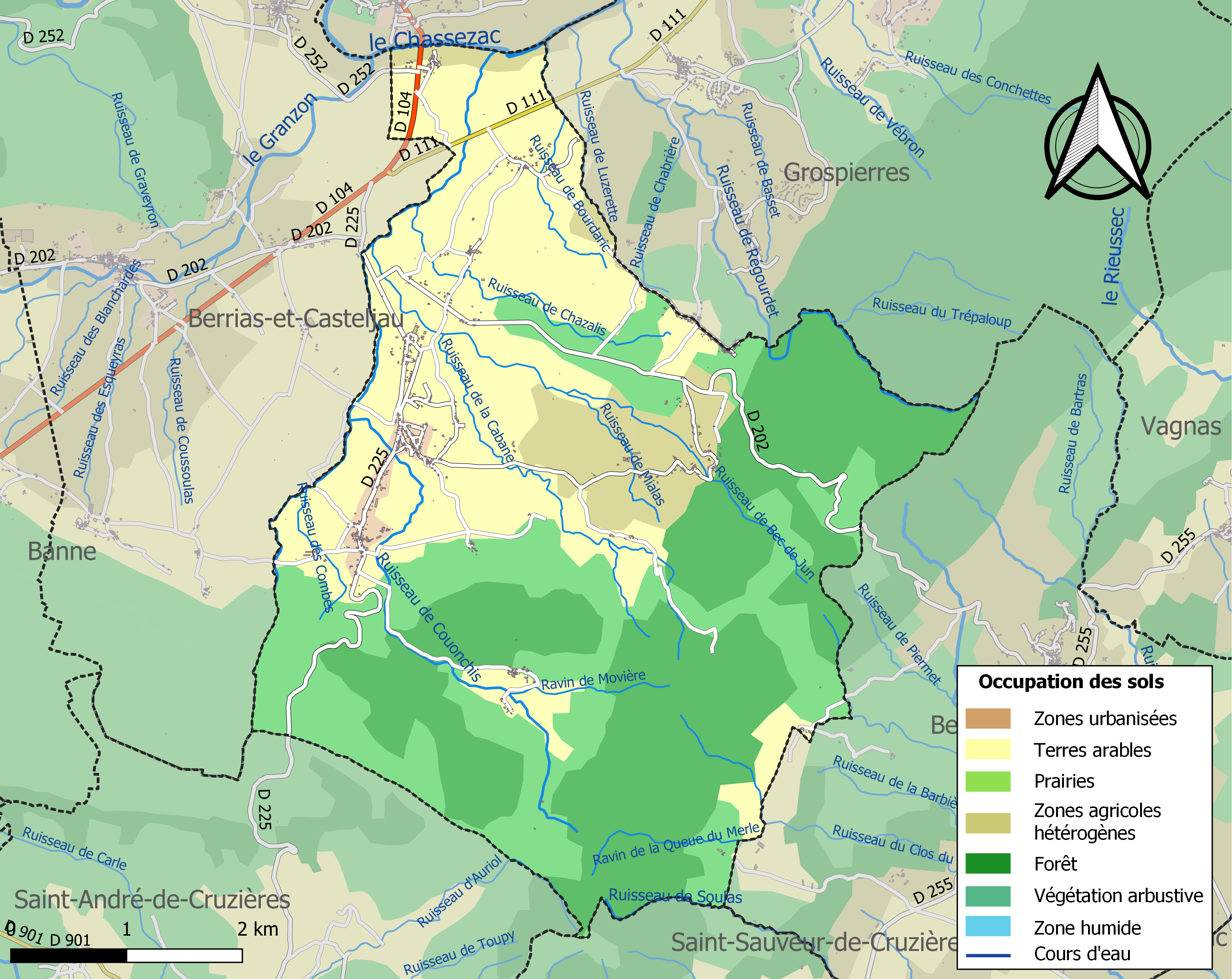
Carte des infrastructures et de l'occupation des sols de la commune en 2018 (CLC).

## Toponymie
Beaulieu vient du latin "bellus locus", "lieu beau", endroit agréable à habiter.

De nombreuses communes portent ce nom unique. Pour éviter les confusions , on indique le département entre parenthèses: ce sont Beaulieu (Ardèche), Beaulieu (Cantal), Beaulieu (Côte-d'Or), Beaulieu (Hérault), Beaulieu (Indre), Beaulieu (Isère), Beaulieu (Haute-Loire), Beaulieu (Nièvre), Beaulieu (Orne), Beaulieu (Puy-de-Dôme). Certaines communes ont adjoint, pour se différencier, un mot indiquant leur situation: Beaulieu-sur-Dordogne, Beaulieu-sur-Mer, Beaulieu-sur-Loire, Beaulieu-sur-Layon, Beaulieu-sous-la-Roche, Beaulieu-les-Fontaines, Beaulieu-sur-Sonnette, Beaulieu-sur-Oudon, Beaulieu-en-Argonne, Beaulieu-lès-Loches, Beaulieu-sous-Parthenay.

La gentilé des habitants de Beaulieu est très variée: Beaulieusard, Beaulieurois, Bellilocien, Bellieurain, Bellilocois, Belliloquois, Belliloqueteux, Belliquière, Berlugan, Beloudonien.

## Politique et administration

### Liste des maires
| Période                                  | Période                   | Identité             | Étiquette | Qualité       |
| ---------------------------------------- | ------------------------- | -------------------- | --------- | ------------- |
| Les données manquantes sont à compléter. |                           |                      |           |               |
| mars 2001                                | En cours (au 6 août 2020) | Jean-François Borie, | DVG       | Fonctionnaire |

## Population et société

### Démographie
L'évolution du nombre d'habitants est connue à travers les recensements de la population effectués dans la commune depuis 1793. Pour les communes de moins de 10 000 habitants, une enquête de recensement portant sur toute la population est réalisée tous les cinq ans, les populations de référence des années intermédiaires étant quant à elles estimées par interpolation ou extrapolation. Pour la commune, le premier recensement exhaustif entrant dans le cadre du nouveau dispositif a été réalisé en 2005.

En 2022, la commune comptait 538 habitants, en évolution de +8,03 % par rapport à 2016 (Ardèche : +2,48 %, France hors Mayotte : +2,11 %).
| 1793 | 1800 | 1806 | 1821 | 1831 | 1836 | 1841 | 1846 | 1851 |
| ---- | ---- | ---- | ---- | ---- | ---- | ---- | ---- | ---- |
| 520  | 529  | 565  | 612  | 668  | 793  | 784  | 886  | 910  |

| 1856 | 1861 | 1866 | 1872 | 1876 | 1881 | 1886 | 1891 | 1896 |
| ---- | ---- | ---- | ---- | ---- | ---- | ---- | ---- | ---- |
| 919  | 909  | 827  | 903  | 898  | 856  | 775  | 782  | 817  |

| 1901 | 1906 | 1911 | 1921 | 1926 | 1931 | 1936 | 1946 | 1954 |
| ---- | ---- | ---- | ---- | ---- | ---- | ---- | ---- | ---- |
| 778  | 700  | 703  | 616  | 615  | 584  | 537  | 505  | 469  |

| 1962 | 1968 | 1975 | 1982 | 1990 | 1999 | 2005 | 2006 | 2010 |
| ---- | ---- | ---- | ---- | ---- | ---- | ---- | ---- | ---- |
| 452  | 418  | 417  | 404  | 373  | 400  | 425  | 427  | 455  |

| 2015 | 2020 | 2022 | - | - | - | - | - | - |
| ---- | ---- | ---- | - | - | - | - | - | - |
| 487  | 524  | 538  | - | - | - | - | - | - |

### Enseignement
La commune est rattachée à l'académie de Grenoble.

### Médias
La commune est située dans la zone de distribution de deux organes de la presse écrite :
- L'Hebdo de l'Ardèche

Il s'agit d'un journal hebdomadaire français basé à Valence et couvrant l'actualité de tout le département de l'Ardèche.
- Le Dauphiné libéré

Il s'agit d'un journal quotidien de la presse écrite française régionale distribué dans la plupart des départements de l'ancienne région Rhône-Alpes, notamment l'Ardèche. La commune est située dans la zone d'édition de Privas-Vallée du Rhône.

### Cultes
L'église (propriété de la commune) et la communauté catholique de Beaulieu sont rattachées à la paroisse Saints Pierre et Paul de Païolive, elle-même rattachée au diocèse de Viviers.

## Culture locale et patrimoine

### Lieux et monuments
- Dolmen du Bois des Roches
- Église de l'Assomption-de-la-Vierge de Beaulieu du XIXe siècle.
- Chapelle Saint-Régis des Divols.
- Ruines du château de Bec-de-Jun mentionné en 1211, bâti sur le rocher au pied duquel s'est développé un bourg castral, et dans lequel on trouvait dans la basse-cour un lieu de culte[21].

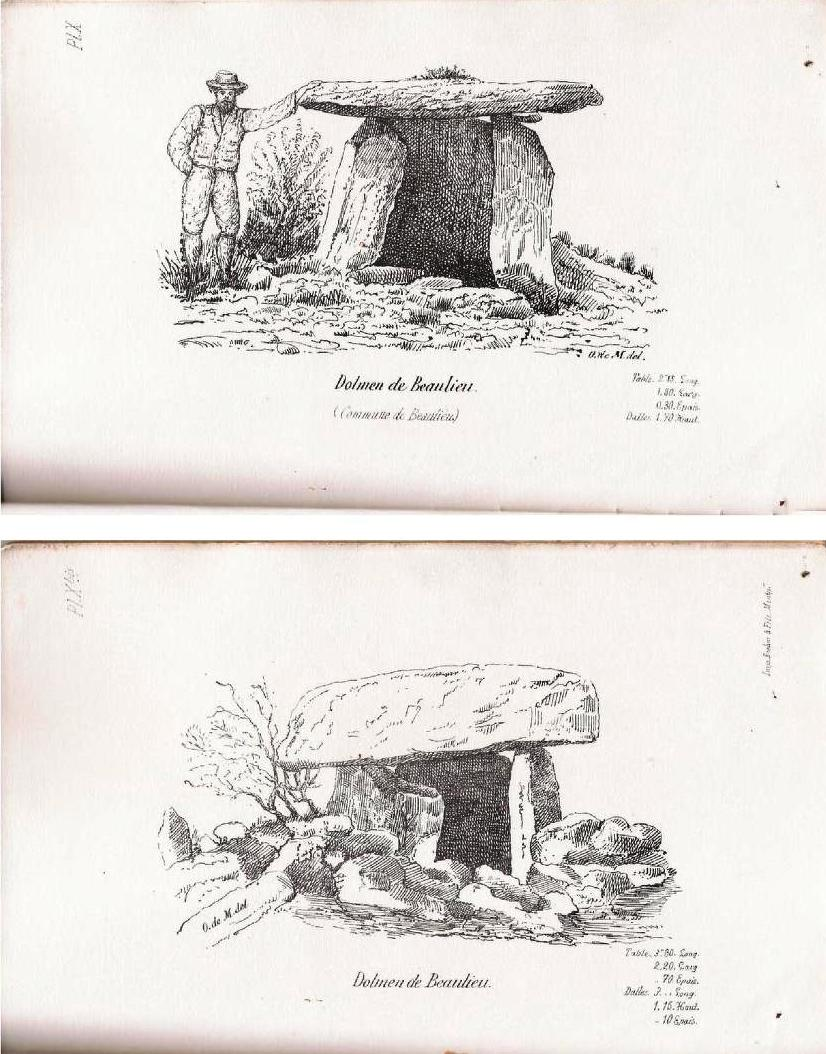
Monuments Mégalithiques Du Vivarais.

### Personnalités liées à la commune
Jacques Flèchemuller (1945-), artiste peintre, vit à Beaulieu.

### Héraldique
| Blason de Beaulieu | Blason  | D'hermines, à la fasce losangée d'argent et d'azur. |
| Blason de Beaulieu | Détails | Le statut officiel du blason reste à déterminer.    |